# Asdrúbal el Bello
Asdrúbal el Bello (ca. 270-221 a. C.) fue un político y general cartaginés, yerno de Amílcar Barca y gobernador de Iberia a la muerte de este. Durante su etapa como gobernador aumentó los territorios bajo control púnico y fundó una ciudad, Qart Hadasht, que alcanzaría gran importancia. 

## Biografía
Acompañó a su suegro a la conquista de Iberia en 237 a. C. En fecha indeterminada, quizás hacia 231-230 a. C., intervino en nombre de Amílcar en el sometimiento de los númidas, sublevados contra Cartago. Desde entonces Numidia pasó a la esfera de influencia de la familia Barca.
Durante el asedio de Heliké (228 a. C.) aconteció la muerte de Amílcar, con la circunstancia de que sus hijos eran aún bastante jóvenes (Aníbal, el mayor, no debía tener más de diecinueve años), de forma que desde Cartago se resolvió dar el mando del ejército a Asdrúbal, quien prefirió utilizar la diplomacia antes que la vía militar. De acuerdo con las costumbres diplomáticas de la época, Asdrúbal exigió la entrega de rehenes por parte de los pueblos iberos bajo su control, como forma de asegurarse la sumisión de sus lugares de origen. 
En 226 a. C., ante la continua expansión del poderío púnico en Iberia, dos importantes ciudades bajo la influencia griega, Ampurias y Sagunto, recurrieron a Roma, la cual trató de delimitar el área de influencia púnica al temer su expansión. El acuerdo, comúnmente conocido como el Tratado del Ebro, limitaba la esfera de influencia púnica al sur del río Iberus, el río Ebro en la actualidad. Asdrúbal hubo de aceptar el acuerdo, debido a que el dominio púnico no estaba aún lo suficientemente consolidado ante un prematuro conflicto contra Roma, que podría hacer peligrar la expansión púnica.
En 227 a. C., cerca de la antigua población ibérica de Mastia, fundó la importante ciudad y base naval de Qart Hadasht, que los romanos llamarían posteriormente Carthago Nova, la actual Cartagena. Cuando aún no habían pasado siete años desde la muerte de Amílcar, Asdrúbal el Bello fue asesinado en 221 a. C., a manos de un esclavo del rey celta Tagus, que vengó con este acto la muerte previa de su señor. El sucesor de Asdrúbal el Bello sería su cuñado, e hijo de Amílcar, Aníbal Barca.